# Yaoqing Fang
Yaoqing Fang (China, 20 de abril de 1996) es un atleta  especializado en las pruebas de salto de longitud y triple salto, en las que consiguió ser campeón mundial juvenil en 2013.

## Carrera deportiva
En el Campeonato Mundial Juvenil de Atletismo de 2013 ganó la medalla de plata en el salto de longitud, con un salto de 7.53 metros, siendo superado por el ruso Anatoliy Ryapolov (oro con 7.79 metros); asimismo ganó la plata en el triple salto, con un salto de 16.48 metros, tras el cubano Lázaro Martínez (oro con 16.68 metros).